# Wright (krater)
För andra betydelser, se Wright (olika betydelser).
Wright är en nedslagskrater på planeten Mars namngiven efter William Hammond Wright.
Kratern har en diameter på ungefär 113 km.